# Roar (Lied)
Roar ist ein Lied der US-amerikanischen Sängerin Katy Perry aus ihrem vierten Album Prism. Es wurde am 12. August 2013 als erste Single des Albums durch Capitol Records veröffentlicht. Das Lied wurde von Perry, Bonnie McKee, Dr. Luke, Max Martin und Cirkut geschrieben und durch die drei letztgenannten produziert. Der Text soll die Zuhörer dazu ermutigen, Stärke zu beweisen und für sich selbst einzustehen.

## Hintergrund
Nach Veröffentlichung des Liedes wurden Plagiatsvorwürfe laut. Kritiker sahen eine Ähnlichkeit zwischen Roar und Sara Bareilles’ Brave.
Roar wurde zum ersten Mal während der MTV Video Music Awards gesungen. Perry schloss mit ihrem Auftritt unter der New Yorker Brooklyn Bridge die Veranstaltung.

## Musikvideo
Die Dreharbeiten zum Musikvideo begannen am 7. August 2013 und endeten am 9. August 2013. Das Video wurde von Grady Hall und Mark Kudsi gedreht. Schauplatz des Drehs war der Los Angeles County Arboretum and Botanic Garden. Nokia veröffentlichte am 4. September 2013 ein zweiminütiges Video, das einen Blick hinter die Kulissen bot. Am 5. September wurde das offizielle Musikvideo auf YouTube und VEVO veröffentlicht. Innerhalb von acht Monaten erhielt es über 500 Millionen Views. Im Juli 2015 knackte das Video auf YouTube die Marke von einer Milliarde Aufrufe und ist mit derzeit 4 Milliarden Aufrufen (Stand September 2024) eines der am meisten angesehenen Musikvideos.

## Kommerzieller Erfolg

### Chartplatzierungen
| ChartsChartplatzierungen       | Höchstplatzierung | Wochen |
| ------------------------------ | ----------------- | ------ |
| Deutschland (GfK)              | 2 (36 Wo.)        | 36     |
| Österreich (Ö3)                | 1 (25 Wo.)        | 25     |
| Schweiz (IFPI)                 | 3 (33 Wo.)        | 33     |
| Vereinigte Staaten (Billboard) | 1 (35 Wo.)        | 35     |
| Vereinigtes Königreich (OCC)   | 1 (49 Wo.)        | 49     |

| ChartsJahrescharts (2013)      | Platzierung |
| ------------------------------ | ----------- |
| Deutschland (GfK)              | 23          |
| Österreich (Ö3)                | 22          |
| Schweiz (IFPI)                 | 29          |
| Vereinigte Staaten (Billboard) | 10          |
| Vereinigtes Königreich (OCC)   | 6           |

| ChartsJahrescharts (2014)      | Platzierung |
| ------------------------------ | ----------- |
| Vereinigte Staaten (Billboard) | 46          |
| Vereinigtes Königreich (OCC)   | 88          |

| ChartsJahrescharts (2010–2019) | Platzierung |
| ------------------------------ | ----------- |
| Vereinigte Staaten (Billboard) | 73          |
| Vereinigtes Königreich (OCC)   | 67          |

### Auszeichnungen für Musikverkäufe
Roar wurde bis heute mit 4× Gold, 58× Platin und 7× Diamant ausgezeichnet. Damit wurde der Song mehr als 23 Millionen Mal verkauft.
| Land/Region                  | Auszeichnungen für Musikverkäufe (Land/Region, Auszeichnung, Verkäufe) | Verkäufe   |
| ---------------------------- | ---------------------------------------------------------------------- | ---------- |
| Australien (ARIA)            | 22× Platin                                                             | 1.540.000  |
| Belgien (BRMA)               | Gold                                                                   | 15.000     |
| Brasilien (PMB)              | 5× Diamant                                                             | 1.250.000  |
| Dänemark (IFPI)              | Gold                                                                   | 15.000     |
| Deutschland (BVMI)           | 3× Gold                                                                | 450.000    |
| Frankreich (SNEP)            | —                                                                      | 105.000    |
| Italien (FIMI)               | 2× Platin                                                              | 60.000     |
| Kanada (MC)                  | Diamant                                                                | 800.000    |
| Mexiko (AMPROFON)            | 5× Gold                                                                | 150.000    |
| Neuseeland (RMNZ)            | 6× Platin                                                              | 90.000     |
| Norwegen (IFPI)              | 8× Platin                                                              | 480.000    |
| Österreich (IFPI)            | 2× Platin                                                              | 60.000     |
| Schweden (IFPI)              | 4× Platin                                                              | 160.000    |
| Spanien (Promusicae)         | 2× Platin                                                              | 120.000    |
| Vereinigte Staaten (RIAA)    | 15× Platin                                                             | 15.000.000 |
| Vereinigtes Königreich (BPI) | 5× Platin                                                              | 3.000.000  |
| Insgesamt                    | 4× Gold · 59× Platin · 7× Diamant ·                                    | 23.295.000 |

Hauptartikel: Katy Perry/Auszeichnungen für Musikverkäufe